# Карел Пітак
Карел Пітак (чеськ. Karel Piták, нар. 28 січня 1980, Градець-Кралове) — чеський футболіст, півзахисник, нападник клубу «Славія».
Виступав, зокрема, за клуби «Славія» та «Ред Булл», а також національну збірну Чехії.

## Клубна кар'єра
Народився 28 січня 1980 року в місті Градець-Кралове. Вихованець футбольної школи клубу «Градець-Кралове». Дорослу футбольну кар'єру розпочав 1998 року в основній команді того ж клубу, в якій провів чотири сезони, взявши участь у 65 матчах чемпіонату. 
Своєю грою за цю команду привернув увагу представників тренерського штабу клубу «Славія», до складу якого приєднався на початку 2002 року. Будучи номінальним нападником, у «Славії» перекваліфікувався у півзахисника і досить швидко став гравцем основного складу. У складі празького клубу Карел завоював у 2002 році Кубок Чехії. Всього відіграв за команду наступні чотири з половиною сезони своєї ігрової кар'єри. Більшість часу, проведеного у складі «Славії», був основним гравцем команди.
Влітку 2006 року уклав контракт з австрійським клубом «Ред Булл», з яким в 2007 і 2009 роках завойовував титул чемпіона. У 2009 року в матчі чемпіонату отримав серйозну травму (розрив хрестоподібних зв'язок), через яку вибув до кінця сезону. У наступному сезоні 2009/10, який для зальцбурзького клубу знову став «золотим», виступав переважно у другому складі, а влітку 2010 року перейшов в «Бауміт Яблонець», де провів ще чотири сезони і у сезоні 2012/13 вдруге у своїй кар'єрі виграв Кубок Чехії.
Протягом 2014—2016 років знову захищав кольори «Славії», будучи капітаном команди.
Влітку 2016 року приєднався до клубу третього дивізіону Чехії «Олімпія» (Градець-Кралове).

## Виступи за збірні
Залучався до складу молодіжної збірної Чехії, разом з якою став переможцем молодіжного Євро-2002. На молодіжному рівні зіграв у 18 офіційних матчах.
1 березня 2006 року дебютував в офіційних матчах у складі національної збірної Чехії в товариській грі проти збірної Туреччини (2:2). За два роки провів у формі головної команди країни лише 3 матчі, після чого припинив залучатись до її матчів.

## Титули і досягнення
- Чемпіон Австрії (3):

«Ред Булл»:  2006-07, 2008-09, 2009-10
- Володар Кубка Чехії (2):

«Славія»:  2001-02
«Яблонець»: 2012-13
- Володар Суперкубка Чехії (1):

«Яблонець»: 2013
- Чемпіон Європи (U-21): 2002